# شیطان هم می‌گرید ۳ (مانگا)
شیطان هم می‌گرید ۳ (ژاپنی: デビル メイ クライ ３ هپبورن: Debiru Mei Kurai Surī) مانگایی ژاپنی بر اساس بازی رایانه‌ای شیطان هم می‌گرید ۳: بیداری دانته ساخته شد. ابتدا در ژاپن منتشر و سپس ترجمه انگلیسی آن در سال ۲۰۰۵ بیرون آمد. این مانگا به ۳ قسمت تقسیم می‌شود.
کد ۱: دانته

کد ۲: ویرژیل

کد ۳: لیدی لازم به ذکر است البته کد سوم تا کنون منتشر نشده‌است.
داستان فیلم حول موضوعی یک سال قبل از شیطان هم می‌گرید ۳ است و حول این که درگیری‌های دانته و برادرش از کجا آغاز شد، می‌گردد. همچنین به روابط موجودات با یک دیگر می‌پردازد.